# 宮田 (企業)
株式会社宮田（みやた）は、千葉県松戸市に本社を置く日本の菓子・食品などの卸売業である。